# Shelby (Ohio)
Shelby – miasto w Stanach Zjednoczonych, północnej części stanu Ohio. Liczba mieszkańców w 2000 roku wynosiła 9865.

## Klimat
Miasto leży w strefie klimatu kontynentalnego, z gorącym latem, należącego według klasyfikacji Köppena do strefy Dfb. Średnia temperatura roczna wynosi 9,4°C, a opady 977,9 mm (w tym do 69,1 cm opadów śniegu). Średnia temperatura najcieplejszego miesiąca - lipca wynosi 21,6°C, podczas gdy najzimniejszego - stycznia -3,7°C. Rekordowe najwyższe i najniższe temperatury wyniosły odpowiednio 40,6°C i -33,9°C.